# Joeri Boom
Joeri Boom (Amsterdam, 7 mei 1971) is een Nederlandse journalist/redacteur.

## Carrière
Tijdens zijn studie geschiedenis (afgerond in 2000) aan de Universiteit van Amsterdam werkte hij als verslaggever bij de Groene Amsterdammer. Van 1995 tot 1998 als freelancer en vanaf 1998 als vaste redacteur. Samen met redacteur Sander Pleij bekleedde hij na het overlijden van hoofdredacteur Martin van Amerongen in 2002 een jaar lang het interim-hoofdredacteurschap. Sinds april 2012 is hij Zuid-Azië-correspondent voor NRC Handelsblad, met als standplaats New Delhi. Zuid-Azië is: Afghanistan, Pakistan, India, Nepal, Bhutan, Bangladesh en Sri Lanka. Vanaf 2014 is Boom tevens radio- en tv-correspondent voor de NOS in de regio. 
Bij De Groene Amsterdammer startte Boom met het schrijven van buitenlandse berichtgeving. Hij legde zich toe op onderzoeksjournalistiek en reportages, met als specialisme conflictgebieden. Hij werkte in oorlogsgebied doorgaans samen met fotograaf Jeroen Oerlemans. Zijn oorlogsverslaggeving verscheen niet alleen in de Groene Amsterdammer, maar ook in het Algemeen Dagblad, het Reformatorisch Dagblad, de Nieuwe Revu, in de Vlaamse publicaties Knack, De Standaard en De Morgen, op BNR Nieuwsradio en op Radio 1.
Hij versloeg de conflicten in Kosovo, Macedonië, Darfur, Libanon, Irak en Afghanistan. In Afghanistan opereerde hij sinds 2004 zowel onafhankelijk als onder de hoede van de Nederlandse troepen in de provincie Uruzgan. Hij was als een van de eerste westerse journalisten in Kathmandu na de serie zware aardschokken eind april 2015. Ruim een week lang deed Boom live-verslag van de reddingwerkzaamheden voor de NOS-journaals.

## Prijzen
In april 1998 won hij samen met Sander Pleij het Gouden Pennetje, de nationale prijs voor ‘beste journalist’ onder de dertig. Hij won deze prijs voor een reportage over het Liro-archief, waarin de roof van de laatste persoonlijke bezittingen van Nederlandse Joden door de nazi's en hun Nederlandse helpers gedocumenteerd werd. Tot dan toe dacht men dat het archief vernietigd was. Nauwgezette studie van het materiaal toonde aan dat na de oorlog ambtenaren van het ministerie van Financiën overgebleven kleinodiën onderhands verkochten.
In april 2008 werd hij genomineerd voor De Tegel 2007 in de categorie Dag- en Weekbladen, Achtergrond, wegens zijn kritische Uruzgan-reportages. De Tegel wordt jaarlijks uitgereikt door de Stichting Jaarprijzen voor de Journalistiek en is 'de hoogste waardering voor de beste journalistiek' van het afgelopen jaar.
In juni 2011 won Boom de Dick Scherpenzeel Prijs voor kritische buitenlandjournalistiek, met zijn boek Als een nacht met duizend sterren, over zijn worsteling met embedded journalistiek in Uruzgan. Uit het juryrapport: “Als een van de weinigen is hij door blijven graven en heeft hij niet opgegeven. Boom vervult zo een van de belangrijkste taken van de journalistiek: het controleren van de overheid die er in het geval van Uruzgan niet voor terugdeinsde de waarheid naar haar eigen hand te zetten.“

## Publicaties
- Iemand moet het doen. 1999, Thomas Rap
- Als een nacht met duizend sterren, over de Nederlandse missie in Uruzgan. 2010, Podium
- Ik wil weg: De verborgen kanten van een correspondentschap. 2022, Podium